# I Can See Clearly Now
I Can See Clearly Now ist ein von Johnny Nash geschriebener und aufgenommener Reggae-Pop-Song. Es handelte sich um eine Single-Auskoppelung aus dem gleichnamigen Album, die 1972 in den Vereinigten Staaten und im Vereinigten Königreich erfolgreich war. Er erreichte in den Billboard Hot 100 Platz 1. Der Song wurde im Laufe der Jahre von vielen Künstlern gecovert, darunter von Ray Charles und Lee Towers. Eine weitere Coverversion von Jimmy Cliff entstand 1993, der den Song für den Soundtrack von Cool Runnings neu aufnahm.

## Entstehung und Struktur
Nash schrieb und komponierte den Song 1971 und nahm ihn in London mit Mitgliedern der Fabulous Five Inc. auf, wobei er auch als Produzent agierte. 
Der Song wurde in D-Dur mit einer I-IV-V-Akkordfolge komponiert und ist sowohl in den Arrangements als auch im Stil stark von Reggae-Einflüssen durchzogen. Nach zwei Durchgängen des als A-Teil geltenden I-IV-V-Teils folgt eine Art Bridge oder B-Teil in F-Dur, gefolgt von einer Kadenz in der Mollparallele der Doppeldominante des A-Teils, cis-Moll (C#m G C#m G C Hm A).

## Singleversion
- A-Seite:  I Can See Clearly Now – 2:44
- B-Seite:  How Good It Is – 2:38

## Kommerzieller Erfolg

### Chartplatzierungen
Nachdem die Single nach Veröffentlichung einen Monat lang nur mäßige Verkäufe erzielt hatte, sprang sie im November 1972 innerhalb von zwei Wochen in den Billboard Hot 100 von Platz 20 über Platz 5 auf Platz 1, um dort vier Wochen zu verbleiben.
| ChartsChartplatzierungen       | Höchstplatzierung | Wochen |
| ------------------------------ | ----------------- | ------ |
| Vereinigte Staaten (Billboard) | 1 (20 Wo.)        | 20     |
| Vereinigtes Königreich (OCC)   | 5 (21 Wo.)        | 21     |

| ChartsJahrescharts (1972)      | Platzierung |
| ------------------------------ | ----------- |
| Vereinigte Staaten (Billboard) | 47          |

### Auszeichnungen für Musikverkäufe
Die Single wurde in den USA mit einer Goldenen Schallplatte ausgezeichnet; im Vereinigten Königreich mit einer Platin-Schallplatte.
| Land/Region                  | Auszeichnungen für Musikverkäufe (Land/Region, Auszeichnung, Verkäufe) | Verkäufe  |
| ---------------------------- | ---------------------------------------------------------------------- | --------- |
| Italien (FIMI)               | Gold                                                                   | 50.000    |
| Spanien (Promusicae)         | Gold                                                                   | 30.000    |
| Vereinigte Staaten (RIAA)    | Gold                                                                   | 1.000.000 |
| Vereinigtes Königreich (BPI) | Platin                                                                 | 600.000   |
| Insgesamt                    | 3× Gold · 1× Platin ·                                                  | 1.680.000 |